# Valutareform
Valutareform är ett begrepp inom ekonomisk teori som avser byte av valuta, men också förändringar av valutans kurs gentemot andra valutor. Exempel på valutareformer är eurons införande, dollarisering och då länder strukit en eller flera nollor från sin valuta (det vill säga ändrat kursen). USA:s beslut att släppa dollarns koppling till guld 1971 är ett annat exempel. Det följdes under  kommande årtionden av att ett stort antal länder i världen gjorde samma sak, det vill säga lät sin valuta bli "flytande". Devalvering och revalvering är två typexempel på valutareform. Ett snarlikt begrepp är växelkursreform.  

## Stora valutareformer (ett urval)

### Indiens valutareformer runt sekelskiftet 1900
Indiens valutareformer runt sekelskiftet 1900 handlar om landets omvandling från en silverstandard till en guldstandard, liksom den valutapolitiska debatt som fördes under denna tid och som berörde Indien. Det första större steget i denna omvandling togs 1893 då Indiens regering bestämde sig för att stänga ner landets största silvergruvor. Under de följande åren fördes en debatt om olika lösningar, inklusive idén om en bimetallism-regim mellan USA, Frankrike och Indien. Dessa diskussioner strandade dock och landet införde istället en guldstandard.

### Tysklands valutareformer
Tyskland har genomfört ett flertal valutareformer från mitten av 1800-talet och framåt. De största har varit valutareformerna 1871–1873, då en enhetlig tysk valuta skapades, reformerna 1923–1925, 1948, 1957, introduktionen av D-mark i före detta Östtyskland 1990 och övergången till euron 1999–2002.

### Införandet av euron

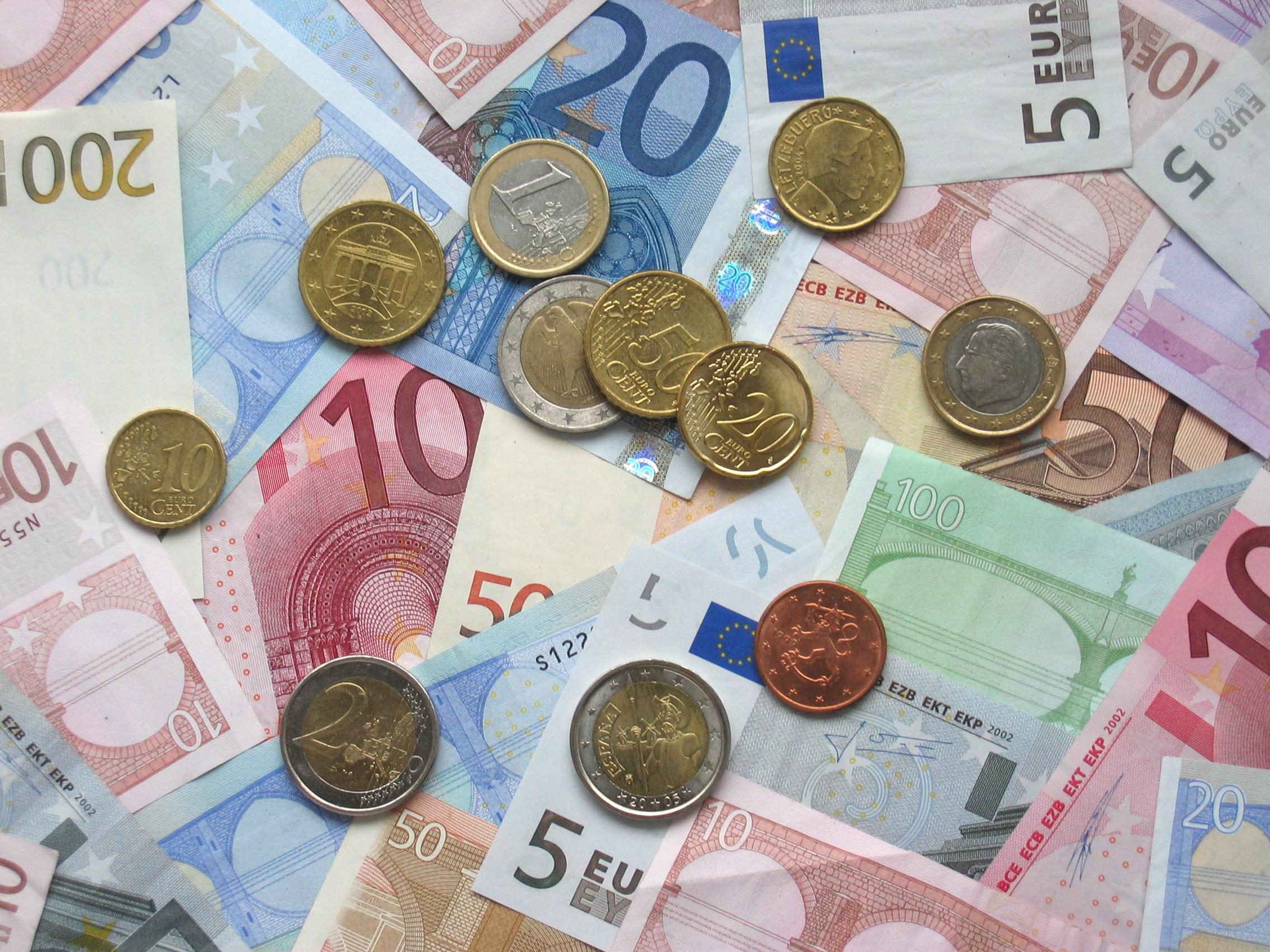
Eurosedlar och euromynt.

Euron, en gemensam valuta för ett flertal av Europas länder, infördes den 1 januari 1999. De länder som då direkt övergick från sin nationella valuta till denna gemensamma valuta var: Belgien, Finland, Frankrike, Irland, Italien, Luxemburg, Nederländerna, Portugal, Spanien, Tyskland och Österrike. Sedan dess har följande länder övergått från sin nationella valuta till euron: Grekland (2001), Slovenien (2007), Cypern och Malta (2008), Slovakien (2009), Estland (2011), Lettland (2014) och Litauen (2015).